# Rantasaari (ö i Norra Karelen)
Rantasaari är en ö i Finland. Den ligger i sjön Orivesi och i kommunen Bräkylä i den ekonomiska regionen  Mellersta Karelens ekonomiska region  och landskapet Norra Karelen, i den sydöstra delen av landet, 300 km nordost om huvudstaden Helsingfors. Öns area är 3,4 hektar och dess största längd är 270 meter i sydöst-nordvästlig riktning.